# 1977-es Formula–1 belga nagydíj
A belga nagydíj volt az 1977-es Formula–1 világbajnokság hetedik futama.

## Futam
| Helyezés | #  | Versenyző          | Csapat/Motor       | Körök | Idő/Kiesés oka  | Rajthely | Pontszám |
| -------- | -- | ------------------ | ------------------ | ----- | --------------- | -------- | -------- |
| 1        | 6  | Gunnar Nilsson     | Lotus-Ford         | 70    | 1:55:05,71      | 3        | 9        |
| 2        | 11 | Niki Lauda         | Ferrari            | 70    | 14,19           | 11       | 6        |
| 3        | 3  | Ronnie Peterson    | Tyrrell-Ford       | 70    | 19,95           | 8        | 4        |
| 4        | 19 | Vittorio Brambilla | Surtees-Ford       | 70    | 24,98           | 12       | 3        |
| 5        | 17 | Alan Jones         | Shadow-Ford        | 70    | + 1:15,47       | 17       | 2        |
| 6        | 8  | Hans-Joachim Stuck | Brabham-Alfa Romeo | 69    | + 1 kör         | 18       | 1        |
| 7        | 1  | James Hunt         | McLaren-Ford       | 69    | + 1 kör         | 9        |          |
| 8        | 4  | Patrick Depailler  | Tyrrell-Ford       | 69    | + 1 kör         | 5        |          |
| 9        | 25 | Harald Ertl        | Hesketh-Ford       | 69    | + 1 kör         | 25       |          |
| 10       | 27 | Patrick Nève       | March-Ford         | 68    | + 2 kör         | 24       |          |
| 11       | 34 | Jean-Pierre Jarier | Team Penske-Ford   | 68    | + 2 kör         | 26       |          |
| 12       | 18 | Larry Perkins      | Surtees-Ford       | 67    | + 3 kör         | 23       |          |
| 13       | 31 | David Purley       | LEC-Ford           | 67    | + 3 kör         | 20       |          |
| 14       | 37 | Arturo Merzario    | March-Ford         | 65    | + 5 kör         | 14       |          |
| HN       | 33 | Boy Hayje          | March-Ford         | 63    | Helyezés nélkül | 27       |          |
| Kiesett  | 20 | Jody Scheckter     | Wolf-Ford          | 62    | Motorhiba       | 4        |          |
| Kiesett  | 2  | Jochen Mass        | McLaren-Ford       | 39    | Baleset         | 6        |          |
| Kiesett  | 26 | Jacques Laffite    | Ligier-Matra       | 32    | Motorhiba       | 10       |          |
| Kiesett  | 22 | Clay Regazzoni     | Ensign-Ford        | 29    | Motorhiba       | 13       |          |
| Kiesett  | 12 | Carlos Reutemann   | Ferrari            | 14    | Baleset         | 19       |          |
| Kiesett  | 24 | Rupert Keegan      | Hesketh-Ford       | 14    | Baleset         | 7        |          |
| Kiesett  | 16 | Riccardo Patrese   | Shadow-Ford        | 12    | Baleset         | 15       |          |
| Kiesett  | 10 | Ian Scheckter      | March-Ford         | 8     | Baleset         | 21       |          |
| Kiesett  | 28 | Emerson Fittipaldi | Fittipaldi-Ford    | 2     | Elektronika     | 16       |          |
| Kiesett  | 5  | Mario Andretti     | Lotus-Ford         | 0     | Baleset         | 1        |          |
| Kiesett  | 7  | John Watson        | Brabham-Alfa Romeo | 0     | Baleset         | 2        |          |
| NK       | 36 | Emilio de Villota  | McLaren-Ford       |       |                 |          |          |
| NK       | 9  | Alex Ribeiro       | March-Ford         |       |                 |          |          |
| NK       | 35 | Conny Andersson    | BRM                |       |                 |          |          |
| NK       | 38 | Bernard de Dryver  | March-Ford         |       |                 |          |          |
| NK       | 39 | Héctor Rebaque     | Hesketh-Ford       |       |                 |          |          |

## Statisztikák
Vezető helyen:
- Jody Scheckter: 16 (1-16)
- Jochen Mass: 2 (17-18)
- Vittorio Brambilla: 4 (19-22)
- Niki Lauda: 27 (23-49)
- Gunnar Nilsson: 21 (50-70)

Gunnar Nilsson egyetlen győzelme, egyetlen leggyorsabb köre, Mario Andretti 4. pole-pozíciója.
- Lotus 61. győzelme.

Héctor Rebaque első versenye.